# Lorena Zuleta
Lorena Alexandra Zuleta García (ur. 16 stycznia 1981 w Cali) – kolumbijska siatkarka, reprezentantka Kolumbii, grająca na pozycji środkowej. Od stycznia 2017 roku występuje we włoskiej Serie A, w drużynie Pomi Casalmaggiore.

## Sukcesy klubowe
Superpuchar Hiszpanii:
- 2007

Puchar Królowej:
- 2008

Mistrzostwo Hiszpanii:
- 2008

Puchar Serie A2:
- 2010

Mistrzostwo Szwajcarii:
- 2014

## Nagrody indywidualne
- 2011: Najlepsza zagrywająca Mistrzostw Ameryki Południowej